# Isabell Werthová
Isabell Werthová (* 21. července 1969, Issum) je německá sportovní jezdkyně na koni specializující se na drezuru. V letech 1992–2024 posbírala čtrnáct olympijských medailí, osm zlatých a šest stříbrných. Jedna zlatá (Atlanta 1996) a šest stříbrných (Barcelona 1992, Sydney 2000, Peking 2008, Rio 2016, Tokio 2020) jsou z individuálního závodu, zbylé z týmových soutěží. Má též devět zlatých z mistrovství světa, z toho čtyři jsou individuální.